# خلية جي
خلية جي أو خلية جاسترين هي نوع من الخلايا في المعدة والإثنا عشر التي تفرز الجاسترين. وهو يعمل جنبا إلى جنب مع خلايا رئيس المعدة والخلايا الجدارية.
تم العثور على خلايا جي في أعماق الغدد البوابية من غشاء المعدة، وأحيانًا في البنكرياس والإثني عشر. العصب المبهم يعصب خلايا جي. يتم تحرير الببتيد الذي يطلق سراح الجاسترين بواسطة الألياف بعد العقدة من العصب المبهم على خلايا جي أثناء التحفيز اللاودي. هرمون الببتيد هرمون بومبسين يحفز الجاسترين من خلايا جي. يحفز الببتيد الناجم عن الجاسترين، وكذلك وجود الأحماض الأمينية في المعدة، على إطلاق الجاسترين من خلايا جي. يحفز الجاسترين الخلايا الشبيهة بالبكتيريا المعوية لإفراز الهستامين.
يستهدف الجاسترين أيضًا الخلايا الجدارية عن طريق زيادة كمية الهستامين والتحفيز المباشر بواسطة الجاسترين، مما يتسبب في زيادة الخلايا الجدارية لإفراز حمض الهيدروكلوريك في المعدة.

## التركيب
تتميز الخلايا جي بمظهرها المجهري المميز الذي يسمح للمرء بفصلها عن الخلايا الأخرى في غشاء المعدة ؛ تقع نواتها مركزيا في الخلية. تم العثور عليها في الجزء الأوسط من الغدد المعدية.

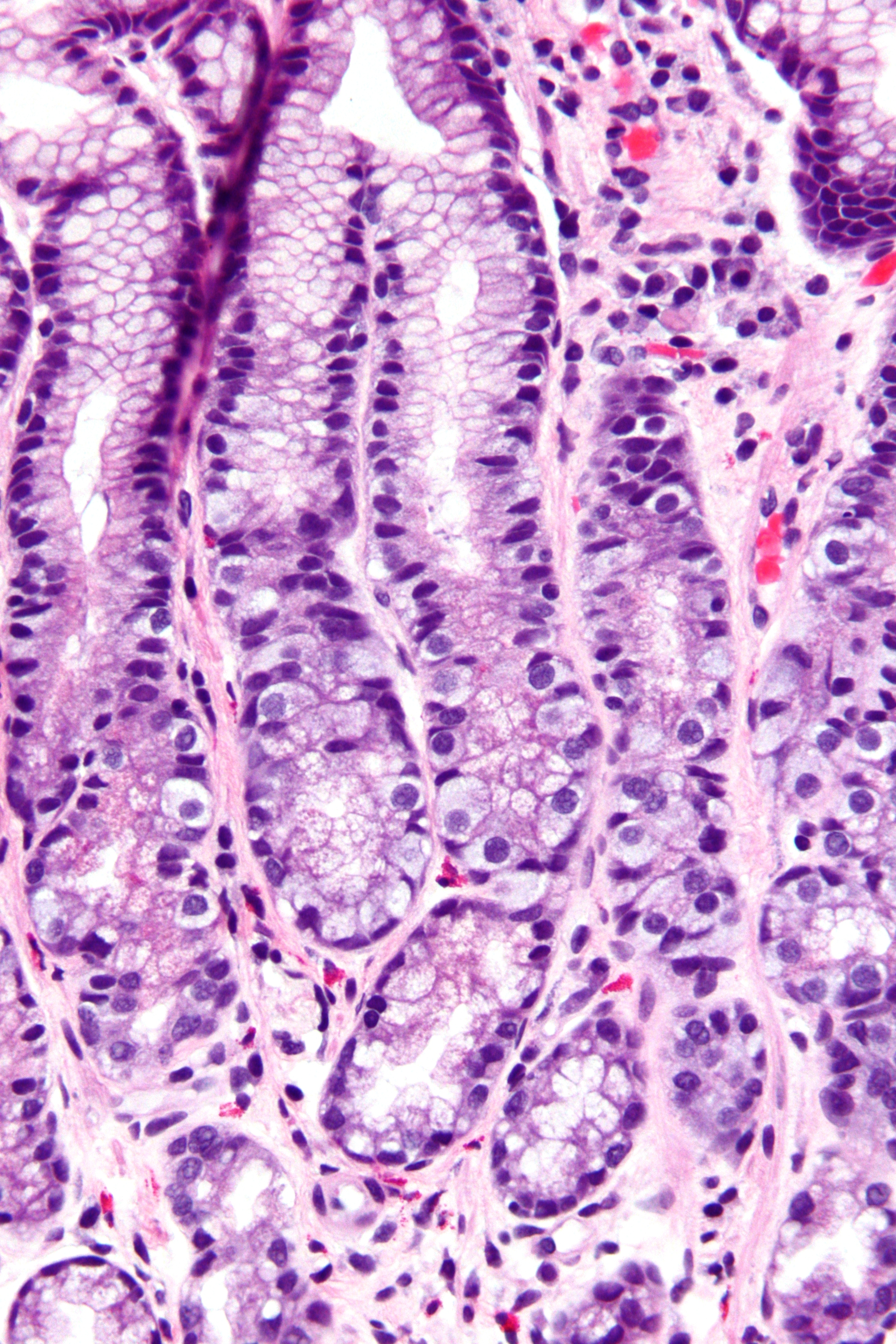
صورة مجهرية من غار المعدة. H&E stain.

.